# العلاقات العراقية المالية
العلاقات العراقية المالية هي العلاقات الثنائية التي تجمع بين العراق ومالي.

## مقارنة بين البلدين
هذه مقارنة عامة ومرجعية للدولتين:
| وجه المقارنة                                              | العراق                       | مالي            |
| --------------------------------------------------------- | ---------------------------- | --------------- |
| المساحة (كم2)                                             | 437.07 ألف                   | 1.24 مليون      |
| عدد السكان (نسمة)                                         | 38.27 مليون                  | 18.54 مليون     |
| الكثافة السكانية (ن./كم²)                                 | 87.56                        | 14.95           |
| العاصمة                                                   | بغداد                        | باماكو          |
| اللغة الرسمية                                             | اللغة العربية، اللغة الكردية | لغة فرنسية      |
| العملة                                                    | دينار عراقي                  | فرنك غرب أفريقي |
| الناتج المحلي الإجمالي (بليون دولار)                      | 197.72 مليار                 | 15.29 مليار     |
| الناتج المحلي الإجمالي (تعادل القوة الشرائية) بليون دولار | 560.73 مليار                 | 35.69 مليار     |
| الناتج المحلي الإجمالي الاسمي للفرد دولار أمريكي          | 4.94 ألف                     | 724             |
| الناتج المحلي الإجمالي للفرد دولار أمريكي                 | 15.06 ألف                    | 1.60 ألف        |
| مؤشر التنمية البشرية                                      | 0.654                        | 0.419           |
| رمز المكالمات الدولي                                      | +964                         | +223            |
| رمز الإنترنت                                              | .iq                          | .ml             |
| المنطقة الزمنية                                           | ت ع م+03:00، ت ع م+04:00     | 00              |

## منظمات دولية مشتركة
يشترك البلدان في عضوية مجموعة من المنظمات الدولية، منها:
| علم المنظمة | اسم المنظمة                        | تاريخ انضمام العراق | تاريخ انضمام مالي |
| ----------- | ---------------------------------- | ------------------- | ----------------- |
|             | الاتحاد الدولي للاتصالات           | 12 نوفمبر 1928      | 21 أكتوبر 1960    |
|             | منظمة التعاون الإسلامي             | ?                   | ?                 |
|             | مؤسسة التنمية الدولية              | 29 ديسمبر 1960      | 27 سبتمبر 1963    |
|             | منظمة حظر الأسلحة الكيميائية       | ?                   | ?                 |
|             | يونسكو                             | 21 أكتوبر 1948      | 7 نوفمبر 1960     |
|             | الأمم المتحدة                      | 21 ديسمبر 1945      | 28 سبتمبر 1960    |
|             | وكالة ضمان الاستثمار متعدد الأطراف | 6 أكتوبر 2008       | 22 أكتوبر 1992    |
|             | مؤسسة التمويل الدولية              | 27 ديسمبر 1956      | 9 مايو 1978       |
|             | البنك الدولي للإنشاء والتعمير      | 27 ديسمبر 1945      | 27 سبتمبر 1963    |
|             | الاتحاد البريدي العالمي            | ?                   | ?                 |
|             | منظمة الشرطة الجنائية الدولية      | ?                   | ?                 |

## وصلات خارجية
- موقع وزارة الخارجية العراقية